# هيربي مان
هيربي مان (بالإنجليزية: Herbie Mann)‏ هو ملحن وعازف جاز أمريكي، ولد في 16 أبريل 1930 في بروكلين في الولايات المتحدة، وتوفي في 1 يوليو 2003 في بيكوس في الولايات المتحدة بسبب سرطان البروستاتا.

## وصلات خارجية
- الموقع الرسمي
- هيربي مان على موقع IMDb (الإنجليزية)
- هيربي مان على موقع ميوزك برينز (الإنجليزية)
- هيربي مان على موقع إن إن دي بي (الإنجليزية)
- هيربي مان على موقع أول ميوزيك (الإنجليزية)
- هيربي مان على موقع ديسكوغز (الإنجليزية)
- هيربي مان على موقع قاعدة بيانات الفيلم (الإنجليزية)